# 仁川消防本部
仁川消防本部（インチョンしょうぼうほんぶ）は、大韓民国仁川広域市を管轄区域とする消防本部である。住所は仁川広域市弥鄒忽区朱安三洞747番地。

## 沿革
- 1981年7月1日 - 仁川消防本部設置。仁川消防署（現在の仁川中部消防署）と仁川北部消防署（現在の仁川富平消防署）の2署 [1]。
- 2005年 - 消防防災本部に改称[2]。
- 1995年3月1日 - 京畿道消防本部から江華郡を編入。
- 2008年8月4日 - 消防安全本部に改称。
- 2011年1月1日 - 教育隊を消防安全学校に昇格。
- 2015年7月15日 - 消防本部に改称[3]。

## 本部組織
- 消防本部長（消防監）
  - 消防行政課（課長は地方消防正）
  - 予防安全課（課長は地方消防正）
  - 現場対応課（課長は地方消防正）
  - 救助救急課（課長は地方消防正）
  - 消防監査担当官（地方消防正）
  - 119総合状況室（室長は地方消防正）
  - 119特殊救助団（団長は地方消防正）
    - 消防航空隊

## 装備
- 消防車：179
- 救助車：17
- 救急車：50
- 消防艦：1
- 消防ヘリ：1
- その他：73

（仁川消防安全本部「2010主要業務計画」より）

## 消防署
仁川消防安全本部には10消防署のもと、52の119安全センター、12の119救助隊、10の119救急隊、1消防艇隊がある。

### 組織
- 署長（地方消防正）
  - 安全担当官（地方消防領）
  - 消防行政課（課長は地方消防領。以下同じ）
  - 予防安全課
  - 対応救助救急課
  - 現場対応団（団長は地方消防領）
  - 119安全センター（センター長は地方消防警または地方消防尉）
  - 119救助隊（隊長は地方消防警または地方消防尉）
  - 119救急隊（隊長は地方消防警または地方消防尉）
  - 消防艇隊（隊長は地方消防警または地方消防尉）

### 消防署一覧
各消防署及び所属119安全センターの名称、消防艇隊の有無は以下の通り。
| 消防署           | 119安全センター                                      | 消防艇隊 |
| ---------------- | ---------------------------------------------------- | -------- |
| 仁川中部消防署   | 中央、松峴、松林、万石、沿岸、霊興、白翎             | ○        |
| 仁川南洞消防署   | 九月、万寿、間石、淡坊、西昌                         | ×        |
| 仁川富平消防署   | 葛山、富平、十井、山谷、富開、三山                   | ×        |
| 仁川西部消防署   | 連喜、佳佐、新峴、石南、黔丹、梧柳、黔岩、元当、青蘿 | ×        |
| 仁川工団消防署   | 古棧、玉蓮、桃林、東春、論峴、蘇莱                   | ×        |
| 仁川桂陽消防署   | 鵲田、桂山、場基、暁星                               | ×        |
| 仁川弥鄒忽消防署 | 新基、朱安、道禾、龍峴、官校、崇義                   | ×        |
| 仁川江華消防署   | 江華、吉祥、内可                                     | ×        |
| 仁川永宗消防署   | 空港、雲西、雲南、龍遊                               | ×        |
| 仁川松島消防署   | ミレ、新松                                           | ×        |

## 仁川広域市消防学校
消防公務員の教育訓練を行う。住所は仁川広域市西区ウネンナム通32。

### 組織
- 学校長（消防正）
  - 教育支援課（課長は地方消防領）
  - 教育企画課（課長は地方消防領）
  - 教授研究団（団長は地方消防領）